# Lijst van burgemeesters van Wadenoijen
Dit is een lijst van burgemeesters van de voormalige Nederlandse gemeente Wadenoijen in de provincie Gelderland. Wadenoijen behoorde tot 1817 tot de gemeente Zoelen en is in 1956 opgegaan in de gemeente Tiel.
| Ambtsperiode    | Naam burgemeester                       | Partij of stroming | Bijzonderheden   |
| --------------- | --------------------------------------- | ------------------ | ---------------- |
| ? - 1818 - 1848 | J. Brandwijk                            |                    | tot 1825: schout |
| 1848 - 1861     | Arie van Heemskerk Brandwijk            |                    |                  |
| 1861 - 1873     | Johan Jacob van Lith de Jeude           |                    |                  |
| 1873 - 1877     | Pieter Christiaan van der Willigen      |                    |                  |
| 1877 - 1879     | jhr. J.W.A. Barchman Wuytiers van Vliet |                    |                  |
| 1879 - 1909     | jhr. C.J.H. van der Dussen              |                    |                  |
| 1909 - 1923     | D.F. Romein                             |                    |                  |
| 1923 - 1956     | L. Mes                                  |                    |                  |